# Serie B 1930/1931
Soutěžní ročník Serie B 1930/1931 byl 2. ročník druhé nejvyšší italské fotbalové ligy. Konal se od 28. září 1930 do 12. července 1931. Soutěž vyhrál a postup do nejvyšší ligy Fiorentina. Spolu s ním postoupilo i Bari.
Nejlepším střelcem se stal italský hráč Gastone Prendato (Padova), který vstřelil 25 branek.

## Události
Na konci minulé sezony fačistické úřady přinutily malý klub Corniglianese aby se spojil z La Dominante, které se poté přejmenovaly na Foot Ball Club Liguria. Také Benátky se přejmenovaly na Società Sportiva Serenissima. Z nejvyšší ligy byly přiřazeny Padova s Cremonese a z První divize (3. ligy) Udinese, Palermo, Lucchese a Derthona.
Po celou sezonu se ve vedení střídaly tři kluby Fiorentina, Bari a nováček Palermo. Nakonec se vítězem stal díky rozdílu branek Fiorentina před Bari. Oba kluby slavily postup do nejvyšší ligy. Naopak Lucchese, Derthona a Liguria sestoupilo do První divize (3. ligy).

## Účastníci
| Klub         | Město      | Stadion                   | Trenér                                       | Minulá sezona                    |
| ------------ | ---------- | ------------------------- | -------------------------------------------- | -------------------------------- |
| Atalanta     | Bergamo    | Stadio Mario Brumana      | József Viola                                 | 8. místo v Serii B               |
| Bari         | Bari       | Campo degli Sports        | János Hajdu                                  | 9. místo v Serii B               |
| Cremonese    | Cremona    | Stadio Giovanni Zini      | József Bánás                                 | 18. místo v Serii A (sestup)     |
| Derthona     | Tortona    | Campo Sportivo            | Ottavio Piccinini                            | 1. místo ve skupině B ve 3. lize |
| Fiorentina   | Florencie  | Stadio Velodromo Libertas | Gyula Feldmann                               | 4. místo v Serii B               |
| Lecce        | Lecce      | Stadio Achille Starace    | Pietro Piselli                               | 13. místo v Serii B              |
| Liguria      | Janov      | Stadio del Littorio       | Karl Rumbold                                 | 3. místo v Serii B               |
| Lucchese     | Lucca      | Stadio del Campo di Marte | János Weszter                                | 1. místo ve skupině A ve 3. lize |
| Monfalconese | Monfalcone | Campo Costanzo Ciano      | Rudolf Soutschek                             | 11. místo v Serii B              |
| Novara       | Novara     | Campo di via Lombroso     | Enrico Patti                                 | 9. místo v Serii B               |
| Padova       | Padova     | Stadio Silvio Appiani     | Lajos Kovács                                 | 17. místo v Serii A (sestup)     |
| Palermo      | Palermo    | Stadio Ranchibile         | Tony Cargnelli                               | 1. místo ve skupině D ve 3. lize |
| Parma        | Parma      | Stadio Ennio Tardini      | Armand Halmos                                | 12. místo v Serii B              |
| Pistoiese    | Pistoia    | Stadio Monteoliveto       | János Nehadoma                               | 4. místo v Serii B               |
| Serenissima  | Benátky    | Stadio Pier Luigi Penzo   | Rudolf Stanzel (1.–?. kolo) Giovanni Borgato | 7. místo v Serii B               |
| Spezia       | La Spezia  | Stadio Alberto Picco      | Attilio Maggiani                             | 13. místo v Serii B              |
| Udinese      | Udine      | Stadio Moretti            | Imre Payer                                   | 1. místo ve skupině C ve 3. lize |
| Verona       | Verona     | Campo di Borgo Venezia    | András Kuttik                                | 6. místo v Serii B               |

## Tabulka
| Poř. | Tým          | Z  | V  | R  | P  | VG | OG | B   |
| ---- | ------------ | -- | -- | -- | -- | -- | -- | --- |
| 1.   | Fiorentina   | 34 | 18 | 10 | 6  | 54 | 27 | 46  |
| 2.   | Bari         | 34 | 18 | 10 | 6  | 57 | 33 | 46  |
| 3.   | Palermo      | 34 | 18 | 8  | 8  | 54 | 31 | 44  |
| 4.   | Padova       | 34 | 18 | 7  | 9  | 77 | 51 | 43  |
| 5.   | Verona       | 34 | 19 | 4  | 11 | 68 | 43 | 42  |
| 6.   | Atalanta     | 34 | 15 | 11 | 8  | 62 | 35 | 41  |
| 7.   | Cremonese    | 34 | 16 | 9  | 9  | 68 | 46 | 41  |
| 8.   | Novara       | 34 | 17 | 5  | 12 | 52 | 48 | 38* |
| 9.   | Serenissima  | 34 | 13 | 10 | 11 | 49 | 50 | 36  |
| 10.  | Pistoiese    | 34 | 14 | 7  | 13 | 54 | 42 | 35  |
| 11.  | Monfalconese | 34 | 9  | 10 | 15 | 34 | 51 | 28  |
| 12.  | Spezia       | 34 | 10 | 8  | 16 | 35 | 54 | 28  |
| 13.  | Parma        | 34 | 10 | 7  | 17 | 45 | 64 | 27  |
| 14.  | Lecce        | 34 | 10 | 6  | 18 | 44 | 53 | 26  |
| 15.  | Udinese      | 34 | 7  | 11 | 16 | 58 | 78 | 25  |
| 16.  | Lucchese     | 34 | 9  | 7  | 18 | 33 | 70 | 25  |
| 17.  | Derthona     | 34 | 7  | 7  | 20 | 43 | 65 | 21  |
| 18.  | Liguria      | 34 | 6  | 7  | 21 | 33 | 79 | 19  |

Poznámky
- Z = Odehrané zápasy; V = Vítězství; R = Remízy; P = Prohry; VG = Vstřelené góly; OG = Obdržené góly; B = Body
- za výhru 2 body, za remízu 1 bod, za prohru 0 bodů.
- při rovnosti bodů rozhodoval rozdíl mezi vstřelených a obdržených branek.
- klubu Novara byl odečten 1 bod.
- kluby Udinese a Lucchese hrály play out.

|  | Postup do Serie A      |
|  | Sestup do První divize |

### Play out
| 12. červenec 1931 | Udinese | 7 – 0 | Lucchese | Boloňa |  |  |
|                   |         |       |          |        |  |  |
|                   |         |       |          |        |  |  |